# 克勒兹省
克勒兹省（法語：Creuse，法語：[kʁøz] ⓘ）是法國新阿基坦大区所轄的省份，得名于克勒茲河。該省編號為23。